# Amazonides nigra
Amazonides nigra là một loài bướm đêm trong họ Noctuidae.